# Костылев, Александр Николаевич
Александр Николаевич Костылев (20 октября [2 ноября] 1908, Песковка, Вятская губерния — 2 октября 1983, Щёлково, Московская область) — советский военный лётчик. Участник советско-финской и Великой Отечественной войн. Герой Советского Союза (1940). Полковник.

## Биография
Александр Костылев родился 20 октября (2 ноября) 1908 года в рабочем посёлке Песковский Глазовского уезда Вятской губернии (ныне — посёлок городского типа Песковка Омутнинского района Кировской области) в семье рабочего. Русский.
Окончил семь классов школы. Затем учился в школе ФЗУ при Песковском металлургическом заводе, освоил специальность столяра-модельщика. В школе ФЗУ Александр Николаевич увлёкся комсомольской работой, вступил в ВКП(б).
В 1929 году окончил Вятскую совпартшколу и был назначен на должность секретаря Зюздинского райкома комсомола. Занимался организацией колхозов, затем стал первым председателем колхоза «Ленинский путь» в селе Георгиево Зюздинского района Нижегородской области (ныне Афанасьевского района Кировской области).
В ряды Рабоче-крестьянской Красной Армии А. Н. Костылев был призван Омутнинским райвоенкоматом в 1930 году. Окончил артиллерийскую школу. Срочную службу нёс в артиллерийском полку в должности командира огневого взвода. После демобилизации в 1933 году вернулся в родные места и в том же году по направлению Горьковского крайкома ВКП(б) поступил в Оренбургское военное авиационное училище. По окончании училища в 1936 году служил в должности командира авиационного звена в бомбардировочном полку. В 1939 году лейтенант А. Н. Костылев окончил курсы комиссаров-лётчиков при Харьковском военном авиационном училище лётчиков, после чего был назначен на должность военного комиссара 50-го скоростного бомбардировочного авиационного полка 71-й скоростной бомбардировочной авиационной бригады Ленинградского военного округа. Перед началом Зимней войны полк дислоцировался на аэродроме Сиверская Гатчинского района Ленинградской области.
В боевых действиях на Карельском перешейке 50-й скоростной бомбардировочный полк участвовал с 19 декабря 1939 года. 10 января 1940 года полк вошёл в состав 18-й скоростной бомбардировочной авиационной бригады ВВС 7-й армии. За время войны батальонный комиссар А. Н. Костылев на бомбардировщике СБ совершил 44 успешных боевых вылета на бомбардировку военной инфраструктуры противника и его переднего края обороны. Александр Николаевич участвовал в бомбардировках Антреа (ныне Каменногорск), Иматры и Выборга, а также непосредственно линии Маннергейма на участке Сумма-Хотинен-Хотокка. В воздушных боях экипаж Костылева сбил не менее трёх финских истребителей. Высоко был оценён командованием и вклад военкома в организацию партийно-политической и воспитательной работы среди молодых лётчиков подразделения. 21 марта 1940 года указом Президиума Верховного Совета СССР батальонному комиссару Костылеву Александру Николаевичу было присвоено звание Героя Советского Союза.
После завершения советско-финской войны полк, в котором служил А. Н. Костылев, был выведен на аэродром Сиверская, а в августе 1940 года переведён Прибалтийский особый военный округ и включён в состав 4-й смешанной авиационной дивизии. Перед началом Великой Отечественной войны полк базировался на аэродроме Унгра в эстонском городке Хаапсалу. В боях с немецко-фашистскими захватчиками А. Н. Костылев с первых дней войны на Северо-Западном фронте. Участвовал в бомбардировках наступающих частей вермахта и налётах советской авиации на Кёнигсберг. В августе — сентябре 1941 года в составе ВВС 24-й армии Резервного фронта принимал участие в Ельнинской операции. Осенью 1941 года полк понёс большие потери и был выведен на переформирование. Лётный состав прошёл переобучение на бомбардировщиках Пе-2.
Вновь в действующей армии 50-й бомбардировочный авиационный полк с июня 1942 года. В составе 223-й бомбардировочной авиационной дивизии 2-й воздушной армии Брянского фронта Александр Николаевич участвовал в Воронежско-Ворошиловградской операции. В августе 2-я воздушная армия была переброшена на Воронежский фронт и участвовала в оборонительных боях на Сталинградском направлении. В октябре 1942 года в связи с упразднением института военных комиссаров подполковник А. Н. Костылев был назначен на должность заместителя командира полка по политической части, а 17 ноября 1942 года 50-й бомбардировочный полк был преобразован в 50-й отдельный разведывательный авиационный полк. В новом качестве Александр Николаевич участвовал в Среднедонской, Острогожско-Россошанской, Воронежско-Касторненской, Харьковской наступательной и Харьковской оборонительной операциях. При выполнении очередного разведывательного полёта перед началом Курской битвы 23 июня 1943 года самолёт подполковника А. Н. Костылева был атакован двумя истребителями Ме-109 и подбит. Александр Николаевич сумел посадить горящий самолёт на своей территории. Сильно обгоревший лётчик был эвакуирован в госпиталь.
Александр Николаевич перенёс ряд тяжёлых операций и был выписан из лечебного учреждения лишь 24 октября 1944 года. На фронт он уже не вернулся. С октября 1944 года он служил заместителем командира авиационного полка по политической части Военной академии командного и штурманского состава ВВС Красной Армии. В 1946—1950 годах занимал должность заместителя начальника лётно-испытательной станции по политической части Военно-воздушной инженерной академии имени профессора Н. Е. Жуковского. С 1950 года был заместителем командира авиаполка по политической части в Государственном Краснознамённом Научно-испытательном институте ВВС в Ахтубинске. В 1951 году Александру Николаевичу было присвоено очередное воинское звание — полковник, а в ноябре 1953 года он был уволен в запас по выслуге лет.
После увольнения из армии А. Н. Костылев жил в городе Щёлково Московской области. Работал мастером-воспитателем молодёжных общежитий Щёлковского насосного завода (ныне ОАО «ЭНА»). Затем заведовал заводским клубом. Одновременно руководил секцией военно-патриотического воспитания Щёлковской городской организации всесоюзного общества «Знание». 2 октября 1983 года Александр Николаевич скончался. Похоронен на Гребенском кладбище города Щёлково.

## Награды
- Медаль «Золотая Звезда» (21.03.1940);
- орден Ленина (21.03.1940);
- орден Красного Знамени — дважды (15.01.1940; 1950);
- Орден Отечественной войны 1 степени (06.11.1947);
- орден Красной Звезды (06.05.1946).
- Медали, в том числе:

медаль «За боевые заслуги» (30.04.1945).

## Память

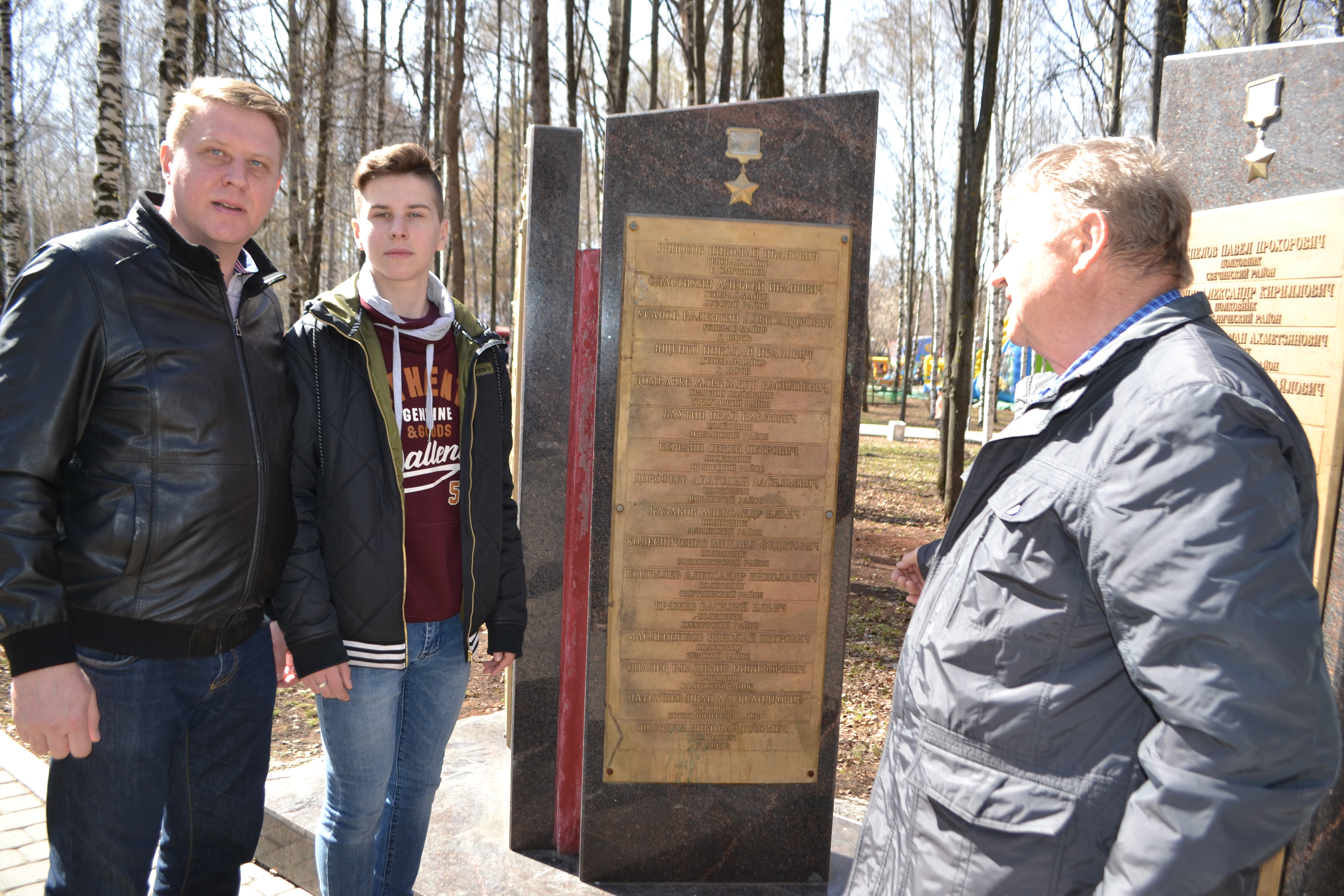
Имя Героя выбито на гранитной стеле на Аллее Славы в парке Победы города Киров

- Имя Героя выбито на гранитной стеле на Аллее Славы в парке Победы города Киров.
- Мемориальная доска в честь Героя Советского Союза А. Н. Костылева установлена в посёлке Чкаловский города Щёлково по адресу улица Циолковского, д. 1.
- Имя Героя Советского Союза А. Н. Костылева увековечено на мемориальной доске в парке Дворца пионеров города Кирова.
- Имя Героя Советского Союза А. Н. Костылева носит Песковская средняя школа № 4 в посёлке Песковка Омутнинского района Кировской области.
- Именем Героя Советского Союза А. Н. Костылева названа улица в посёлке Песковка Омутнинского района Кировской области.

## Примечание
1. ↑  На момент присвоения звания Героя Советского Союза — батальонный комиссар.

## Документы
- Общедоступный электронный банк документов «Подвиг Народа в Великой Отечественной войне 1941—1945 гг.» Архивировано 13 марта 2012 года. № в базе данных 150016837. Архивировано 22 сентября 2012 года., 80602168. Архивировано 22 сентября 2012 года.